# Diaptomus birgei
Diaptomus birgei är en kräftdjursart som beskrevs av Marsh. Diaptomus birgei ingår i släktet Diaptomus och familjen Diaptomidae. Inga underarter finns listade i Catalogue of Life.